# Ideologia do Partido Comunista da União Soviética
Antes das reformas da era soviética da perestroika de Gorbachev que promoveram o eurocomunismo , a maior parte de sua história seguiu a ideologia formal do Partido Comunista da União Soviética (PCUS) foi o marxismo-leninismo, uma forma de socialismo que consiste em uma economia de comando centralizada com um Estado vanguardista de partido único que visava concretizar a ditadura do proletariado. O compromisso ideológico da União Soviética para alcançar o comunismo incluía o desenvolvimento nacional-comunista do socialismo num só país e a coexistência pacífica com os países capitalistas, ao mesmo tempo que se empenhava no anti-imperialismo para defender o proletariado internacional, combater o sistema global predominante do capitalismo e promover os objectivos do comunismo russo. A ideologia estatal da União Soviética - e, portanto, do marxismo-leninismo - derivou e desenvolveu-se a partir das teorias, políticas e práxis políticas de Marx, Engels, Lênin e Stálin.  

## Marxismo-Leninismo
O marxismo-leninismo foi a base ideológica da União Soviética.  Explicava e legitimava o direito do PCUS de governar, ao mesmo tempo que explicava o seu papel como partido de vanguarda .  Por exemplo, a ideologia explicava que as políticas do PCUS, mesmo que fossem impopulares, eram correctas porque o partido era esclarecido.  Foi representada como a única verdade na sociedade soviética e, com isso, rejeitou a noção de verdades múltiplas.  Em suma, foi usado para justificar o leninismo do PCUS como sendo um meio para um fim.  A relação entre ideologia e tomada de decisão era, na melhor das hipóteses, ambivalente, com a maioria das decisões políticas tomadas à luz do desenvolvimento contínuo e permanente do marxismo-leninismo,  que, como única verdade, não poderia, pela sua própria natureza se tornou obsoleta. 
Apesar de ter evoluído ao longo dos anos, o Marxismo-Leninismo tinha vários princípios centrais.  O princípio principal era o estatuto do partido como único partido no poder.  A Constituição de 1977 referia-se ao partido como a "força dirigente e orientadora da sociedade soviética, e o núcleo do seu sistema político, de todas as organizações estatais e públicas, é o Partido Comunista da União Soviética".  O socialismo de Estado era essencial e, desde Josef Stálin até Mikhail Gorbachev, o discurso oficial considerou a actividade social e económica privada, como o capitalismo, como "retardadora" do desenvolvimento da consciência coletiva russa e da economia soviética.  Gorbachev apoiou a privatização até certo ponto, mas baseou as suas políticas na visão de Vladimir Lenin e Nikolai Bukharin sobre a Nova Política Económica da década de 1920, e apoiou a propriedade total do Estado sobre os altos comandos da economia. 
 Ao contrário do liberalismo , o marxismo-leninismo enfatizou não a importância do indivíduo, mas sim o papel do indivíduo como membro de um coletivo.  Assim definidos, os indivíduos só tinham direito à liberdade de expressão se esta salvaguardasse os interesses do coletivo. Por exemplo, na Constituição Marxista-Leninista de 1977 foi afirmado que cada pessoa tinha o direito de expressar a sua opinião, mas essa opinião só poderia ser expressa se estivesse de acordo com os "interesses gerais da sociedade soviética".  Em suma, o número de direitos concedidos a um indivíduo era decidido pelo Estado e poderia ser retirado pelo Estado conforme considerasse adequado.  O marxismo-leninismo soviético justificou o nacionalismo e os meios de comunicação retrataram cada vitória da União Soviética como uma vitória do movimento comunista como um todo. 
Em grande parte, o nacionalismo soviético baseava-se no nacionalismo étnico russo. O marxismo-leninismo sublinhou a importância do conflito mundial entre o capitalismo e o socialismo, e a imprensa soviética falou sobre forças progressistas e reaccionárias, ao mesmo tempo que afirmava que o socialismo estava à beira da vitória; que as "correlações de forças" estavam a favor da União Soviética.  Até os últimos anos da URSS , a ideologia professavaateísmo estatal , e os membros do partido anteriormente não podiam ser religiosos.  O Estado professava uma crença na viabilidade do modo de produção comunista total e todas as políticas eram vistas como justificáveis se contribuíssem para que a União Soviética atingisse esse estágio. 

### Leninismo
Na filosofia marxista, o leninismo é o corpo da teoria política para a organização democrática de um partido revolucionário de vanguarda e a conquista de uma ditadura do proletariado, como prelúdio político para o estabelecimento do modo de produção socialist , desenvolvido por Lenin.  Dado que Karl Marx mal escreveu, ou nunca escreveu, sobre como seria ou funcionaria o modo de produção socialista, estas tarefas foram deixadas para estudiosos posteriores como Lenin resolverem. Sua principal contribuição ao pensamento marxista é o conceito de partido de vanguarda da classe trabalhadora . O partido de vanguarda foi concebido para ser uma organização centralizada altamente unida, liderada por intelectuais , e não pela própria classe trabalhadora.  O partido estava aberto apenas a um pequeno número de trabalhadores, a razão é que os trabalhadores na Rússia ainda não tinham desenvolvido a consciência de classe e, portanto, precisavam de ser educados para alcançar tal estado.  Lenin acreditava que o partido de vanguarda poderia iniciar políticas em nome da classe trabalhadora, mesmo que a classe trabalhadora não as apoiasse, uma vez que o partido de vanguarda saberia o que era melhor para os trabalhadores, uma vez que os funcionários do partido tinham alcançado a consciência. 
Lenin, à luz da teoria do Estado de Marx (que vê o Estado como um órgão opressivo da classe dominante), não teve escrúpulos em forçar a mudança no país. Ele via a ditadura do proletariado, em contraste com a ditadura da burguesia , como a ditadura da maioria. Os poderes repressivos do Estado seriam usados para transformar o país e para despojar a antiga classe dominante da sua riqueza. Lenin acreditava que a transição do modo de produção capitalista para o modo de produção socialista duraria um longo período. Segundo alguns autores, o leninismo era por definição autoritário. Em contraste com Karl Marx, que acreditava que a revolução socialista seria composta e liderada apenas pela classe trabalhadora, Lenin argumentou que uma revolução socialista não precisava necessariamente ser liderada ou composta apenas pela classe trabalhadora, em vez disso argumentando que uma revolução precisava ser liderada pelas classes oprimidas da sociedade, que no caso da Rússia era a classe camponesa. 

### Stalinismo
O stalinismo, embora não seja uma ideologia em si, refere-se aos pensamentos e às políticas de Stalin.  A introdução do conceito de “ Socialismo num só país ” por Stálin em 1924 foi um grande ponto de viragem no discurso ideológico soviético. A União Soviética não precisava de uma revolução socialista mundial para construir uma sociedade socialista , afirmou Stalin.  Quatro anos mais tarde, Stálin iniciou a sua "Segunda Revolução" com a introdução do socialismo de Estado e do planeamento central. No início da década de 1930, ele iniciou a coletivização da agricultura soviética, desprivatizando a agricultura, mas não colocando-a sob a responsabilidade do Estado, por si só, criando em vez disso cooperativas camponesas.  

Com o início da sua "Segunda Revolução", Stálin lançou um " Culto a Lénine " e um culto à personalidade centrado em si mesmo .  Por exemplo, o nome da cidade de Petrogrado foi mudado para Leningrado , a cidade onde Lênin nasceu foi renomeada como Ulyanov (nome de nascimento de Lênin), a Ordem de Lênin tornou-se o mais alto prêmio estatal e retratos de Lênin foram pendurados em todos os lugares: em praças públicas, fábricas e escritórios, etc.  A burocracia crescente que se seguiu à introdução de uma economia socialista estatal estava em total desacordo com a noção marxista de “o desaparecimento do Estado”.  Stalin tentou explicar o raciocínio por trás disso no 16º Congresso (realizado em 1930): 
Defendemos o fortalecimento da ditadura do proletariado, que representa a autoridade mais poderosa e poderosa de todas as formas de Estado que já existiram. O maior desenvolvimento do poder do Estado para o definhamento do poder do Estado – esta é a fórmula marxista. Isso é "contraditório"? Sim, é "contraditório". Mas esta contradição brota da própria vida e reflecte uma dialética completamente marxista. 
A ideia de que o Estado iria definhar foi posteriormente abandonada por Stalin no 18º Congresso (realizado em 1939), no qual expressou confiança de que o Estado existiria, mesmo que a União Soviética atingisse o comunismo, desde que estivesse cercada pelo capitalismo. Dois conceitos-chave foram criados na segunda metade de seu governo; a teoria dos “dois campos” e a do “cerco capitalista”. A ameaça do capitalismo foi usada para fortalecer os poderes pessoais de Stálin, e a propaganda soviética começou a estabelecer uma ligação directa com Stálin e a estabilidade da sociedade, alegando que o país desmoronaria sem o líder. Stalin desviou-se muito do marxismo clássico quando se tratava de "fatores subjetivos", alegando que os membros do partido, qualquer que fosse a posição, tinham que professar adesão fanática à linha e ideologia do partido, e que caso contrário essas políticas fracassariam. 

### Desestalinização
Após a morte de Stálin e uma vez que a luta pelo poder que se seguiu acalmou, desenvolveu -se um período de desestalinização , à medida que os soviéticos debatiam o que seria o marxismo-leninismo na ausência da sua equivalência de facto forçada com o estalinismo. Durante o degelo de Khrushchev, a resposta que surgiu foi que continuaria a envolver o planeamento central até à exclusão quase completa dos mecanismos de mercado, bem como a versão totalitária do coletivismo e da xenofobia contínua, mas que já não envolveria o grau extremo de terror de estado visto durante a era do Grande Expurg . Este ponto de vista ideológico manteve a apoteose secular de Lénine, tratando o aspecto terrorista do estalinismo como uma perversão que tinha sido corrigida tardiamente, em vez de admitir que o próprio Lénine tinha construído um legado de terror de Estado. Este enredo persistiu na era Gorbachev e até sobreviveu principalmente à glasnost. Como descreveu o oficial militar soviético e biógrafo de Lênin, Dmitri Volkogonov, “Lênin foi o  bastião a cair ”. 

## Conceitos

### Ditadura do proletariado
Ou a ditadura dos proprietários de terras e dos capitalistas, ou a ditadura do proletariado [...] Não existe meio-termo [...] Não existe meio-termo em nenhum lugar do mundo, nem pode haver. Lênin 
Lenin, de acordo com sua interpretação da teoria do Estado de Marx , acreditava que a democracia seria inatingível em qualquer lugar do mundo antes que o proletariado tomasse o poder.  De acordo com a teoria marxista, o Estado é um veículo de opressão e é liderado por uma classe dominante, um "órgão de domínio de classe".  Ele acreditava que, na sua época, a única solução viável era a ditadura, uma vez que a guerra se dirigia para um conflito final entre as "forças progressistas do socialismo e as forças degeneradas do capitalismo".  A Revolução Russa de 1917 já foi um fracasso de acordo com o seu objetivo original, que era servir de inspiração para uma revolução mundial.  Como resultado, a postura antiestatista inicial e a campanha activa pela democracia directa foram substituídas pela ditadura.  Do ponto de vista dos bolcheviques, a razão para esta mudança foi a falta de desenvolvimento da Rússia, o seu estatuto como o único estado socialista do mundo, o seu cerco pelas potências imperialistas e o seu cerco interno pelo campesinato.  
Marx, tal como Lénine, considerava fundamentalmente irrelevante se um Estado burguês era governado de acordo com um sistema político republicano , parlamentar ou constitucionalmente monárquico, porque isso não alterava o próprio modo de produção.  Estes sistemas, independentemente de serem governados por uma oligarquia ou pela participação das massas, eram, em última análise, todos uma ditadura da burguesia por definição, porque a burguesia, pela própria condição da sua classe e dos seus interesses, promoveria e implementaria políticas nos seus interesses de classe e, portanto, em defesa do capitalismo.  Porém, havia uma diferença; Lenin, após os fracassos das revoluções mundiais, argumentou que isto não precisava necessariamente mudar sob a ditadura do proletariado.  
O raciocínio partiu de considerações totalmente práticas: a maioria dos habitantes do país não eram comunistas e o partido não poderia introduzir a democracia parlamentar, uma vez que isso era inconsistente com a sua ideologia e levaria à perda do poder do partido.  Ele concluiu, portanto, que "[a] forma de governo não tem absolutamente nada a ver com" a natureza da ditadura do proletariado.  Bukharin e Trotsky concordaram com Lenin, ambos alegando que a revolução apenas destruiu o antigo, mas falhando completamente na criação de qualquer tipo de novo.  Lenin tinha agora concluído que a ditadura do proletariado não alteraria a relação de poder entre as pessoas, mas sim "transformaria as suas relações produtivas para que, a longo prazo, o reino da necessidade pudesse ser superado e, com isso, verdadeira liberdade social realizada". 

Foi no período de 1920-1921 que os líderes e ideólogos soviéticos começaram a diferenciar entre socialismo e comunismo; até então, os dois termos tinham sido usados para descrever condições semelhantes.  A partir de então, os dois termos desenvolveram significados separados. De acordo com a ideologia soviética, a Rússia estava na transição do capitalismo para o socialismo (referido indistintamente sob Lenin como a ditadura do proletariado), sendo o socialismo a fase intermédia para o comunismo, sendo este último a fase final que se segue ao socialismo.  Até agora, os líderes do partido acreditavam que a participação universal das massas e a verdadeira democracia só poderiam tomar forma na última fase, mesmo que apenas por causa das condições da Rússia. 
[Porque] o proletariado ainda está tão dividido, tão degradado, tão corrompido em partes [...] que uma organização que abrange todo o proletariado não pode exercer diretamente a ditadura do proletariado. Só pode ser exercido por uma vanguarda que tenha absorvido a energia revolucionária da classe. Lênin. 
No discurso bolchevique inicial, o termo “ditadura do proletariado” tinha pouco significado; nas poucas vezes em que foi mencionado, foi comparado à forma de governo que existia na Comuna de Paris. Com a Guerra Civil Russa que se seguiu e a devastação social e material que se seguiu, no entanto, o seu significado foi transformado de democracia comunal em regime totalitário disciplinado. Até agora, Lenin tinha concluído que apenas um regime proletário tão opressivo quanto os seus oponentes poderia sobreviver neste mundo. Os poderes anteriormente conferidos aos sovietes foram agora entregues ao Conselho dos Comissários do Povo; o governo central, por sua vez, seria governado por "um exército de comunistas revolucionários de aço [por comunistas, ele se referia ao Partido]".  

Numa carta a Gavril Myasnikov , Lenin, no final de 1920, explicou a sua nova reinterpretação do termo "ditadura do proletariado": 
Ditadura significa nada mais nada menos do que autoridade livre de quaisquer leis, absolutamente irrestrita de quaisquer regras e baseada diretamente na força. O termo “ditadura” não tem outro significado senão este. 
Lenin justificou estas políticas alegando que todos os estados eram estados de classe por natureza, e que estes estados eram mantidos através da luta de classes .  Isto significava que a ditadura do proletariado na União Soviética só poderia ser “vencida e mantida pelo uso da violência contra a burguesia”.  O principal problema desta análise é que o Partido passou a ver qualquer pessoa que se opusesse ou tivesse opiniões alternativas sobre o partido como burguesa.  Contudo, o pior inimigo continuava a ser os moderados, que eram "objectivamente" considerados como "os verdadeiros agentes da burguesia no movimento da classe operária, os tenentes operários da classe capitalista". 
Consequentemente, “burguesia” tornou-se sinônimo de “oponente” e de pessoas que discordavam do partido em geral.  Estas medidas opressivas levaram a outra reinterpretação da ditadura do proletariado e do socialismo em geral; agora foi definido como um sistema puramente econômico.  Slogans e trabalhos teóricos sobre a participação democrática das massas e a tomada de decisões colectiva foram agora substituídos por textos que apoiavam a gestão autoritária.  Considerando a situação, o partido acreditava que tinha de usar os mesmos poderes que a burguesia para transformar a Rússia, pois não havia outra alternativa.  Lenin começou a argumentar que o proletariado, tal como a burguesia, não tinha uma única preferência por uma forma de governo e, por causa disso, a ditadura era aceitável tanto para o partido como para o proletariado.  Numa reunião com dirigentes do partido, Lenin afirmou - em linha com a sua visão economista do socialismo - que "[a] indústria é indispensável, a democracia não", argumentando ainda que "não prometemos qualquer democracia ou qualquer liberdade". 

### Anti-imperialismo
O imperialismo é o capitalismo numa fase de desenvolvimento em que se estabelece o domínio dos monopólios e do capital financeiro; em que a exportação de capitais adquiriu pronunciada importância; em que começou a divisão do mundo entre os trustes internacionais; em que foram concluídas as divisões de todos os territórios do globo entre as maiores potências capitalistas. Lênin 
A teoria marxista sobre o imperialismo foi concebida por Lenin no seu livro Imperialismo: a fase mais elevada do capitalismo (publicado em 1917).  Foi escrito em resposta à crise teórica do pensamento marxista, que ocorreu devido à recuperação do capitalismo no século XIX.  Segundo Lenin, o imperialismo foi um estágio específico de desenvolvimento do capitalismo; uma fase que ele chamou de capitalismo monopolista estatal.  O movimento marxista estava dividido sobre como resolver o ressurgimento e a revitalização do capitalismo após a grande depressão do final do século XIX.  Eduard Bernstein, do Partido Social Democrata da Alemanha (SDP), considerou a revitalização do capitalismo como prova de que o capitalismo estava a evoluir para um sistema mais humano, acrescentando ainda que os objectivos básicos dos socialistas não eram derrubar o Estado, mas sim tomar o poder através de eleições.  
Por outro lado, Karl Kautsky, do SDP, tinha uma visão altamente dogmática, alegando que não havia crise dentro da teoria marxista.  Ambos, no entanto, negaram ou menosprezaram o papel das contradições de classe na sociedade após a crise.  Em contraste, Lenin acreditava que o ressurgimento do capitalismo era o início de uma nova fase do capitalismo; esta fase foi criada por causa de um fortalecimento da contradição de classe, e não por causa da sua redução. 
Lênin não sabia quando começou a fase imperialista do capitalismo e afirmou que seria tolice procurar um ano específico, mas afirmou que começou no início do século XX (pelo menos na Europa).  Lenin acreditava que a crise econômica de 1900 acelerou e intensificou a concentração da indústria e do setor bancário, o que levou à transformação da conexão do capital financeiro com a indústria no monopólio dos grandes bancos."  Em Imperialismo: o Estágio Mais Alto. do Capitalismo, escreveu Lenin; “o século XX marca o ponto de viragem do velho capitalismo para o novo, da dominação do capital em geral para a dominação do capital financeiro.”  Lenin define o imperialismo como a fase monopolista do capitalismo.  
Apesar do anti-imperialismo radical ser um valor central original do bolchevismo, a União Soviética, a partir de 1939, foi amplamente vista como uma potência imperial de fato, cuja ideologia não lhe permitia admitir o seu próprio imperialismo. Do ponto de vista ideológico soviético, as facções pró-soviéticas em cada país eram a única voz legítima do “povo”, independentemente de serem facções minoritárias. Todas as outras facções eram simplesmente inimigas de classe do “povo”, governantes inerentemente ilegítimos, independentemente de serem facções maioritárias. Assim, nesta perspectiva, qualquer país que se tornasse soviético ou aliado soviético o fez naturalmente através de um desejo voluntário legítimo, mesmo que os requerentes precisassem da ajuda soviética para o conseguir. 
Os principais exemplos foram a invasão soviética da Finlândia, que resultou na anexação de partes finlandesas da Carélia, a invasão soviética da Polónia, a ocupação soviética dos estados bálticos e o domínio de facto do pós-guerra sobre os estados satélites do Bloco Oriental sob o pretexto de total independência. Na era pós-soviética, mesmo muitos ucranianos, georgianos e arménios sentem que os seus países foram anexados à força pelos bolcheviques, mas esta tem sido uma visão problemática porque as facções pró-soviéticas nestas sociedades também já foram consideráveis. Cada facção sentiu que a outra não representava o verdadeiro interesse nacional. Este paradoxo semelhante a uma guerra civil foi visto na anexação da Crimeia pela Federação Russa, uma vez que os crimeanos pró-russos foram vistos como ilegítimos pelos crimeanos pró-ucranianos e vice-versa.

### Coexistência pacífica
A perda pelo imperialismo do seu papel dominante nos assuntos mundiais e a expansão máxima da esfera em que operam as leis da política externa socialista são uma característica distintiva do actual estágio de desenvolvimento social. A principal direcção deste desenvolvimento é no sentido de mudanças ainda maiores na correlação de forças na arena mundial em favor do socialismo." — Nikolay Inozemtsev, analista de política externa soviético 
A “coexistência pacífica” foi um conceito ideológico introduzido sob o governo de Khrushchev.  Embora o conceito tenha sido interpretado pelos colegas comunistas como uma proposta de fim ao conflito entre os sistemas do capitalismo e do socialismo, Khrushchev viu-o, em vez disso, como uma continuação do conflito em todas as áreas, com excepção no campo militar.  O conceito afirmava que os dois sistemas foram desenvolvidos "por meio de leis diametralmente opostas", o que levou a "princípios opostos na política externa". 
O conceito estava impregnado do pensamento leninista e stalinista.  Lenin acreditava que a política internacional era dominada pela luta de classes e Stalin enfatizou na década de 1940 a crescente polarização que estava ocorrendo nos sistemas capitalista e socialista.  A coexistência pacífica de Khrushchev baseou-se nas mudanças práticas que ocorreram; ele acusou a velha teoria dos “dois campos” de negligenciar o movimento não-alinhado e os movimentos de libertação nacional.  
Khrushchev considerou estas "áreas cinzentas", nas quais o conflito entre o capitalismo e o socialismo seria travado.  Ele ainda enfatizou que as principais contradições nas relações internacionais eram as do capitalismo e do socialismo. O governo soviético sob Khrushchev enfatizou a importância da coexistência pacífica, alegando que ela deveria formar a base da política externa soviética.  O fracasso em fazer isso, eles acreditavam, levaria a um conflito nuclear.  Apesar disso, os teóricos soviéticos ainda consideravam a coexistência pacífica como uma continuação da luta de classes entre os mundos capitalista e socialista, mas não uma luta baseada no conflito armado.  Khrushchev acreditava que o conflito, na sua fase actual, era principalmente económico.
A ênfase na coexistência pacífica não significou que a União Soviética aceitasse um mundo estático, com linhas claras. Eles continuaram a defender a crença de que o socialismo era inevitável e acreditavam sinceramente que o mundo havia atingido um estágio em que as "correlações de forças" estavam se movendo em direção ao socialismo.  Além disso, com o estabelecimento de regimes socialistas na Europa Oriental e na Ásia, os planeadores da política externa soviética acreditaram que o capitalismo tinha perdido o seu domínio como sistema económico. 

### Socialismo em um único país
O conceito de “socialismo num só país” foi concebido por Stálin na sua luta contra Leon Trotsky e no seu conceito de revolução permanente.  Em 1924, Trotsky publicou o seu panfleto Lições de Outubro, no qual afirmava que o socialismo na União Soviética fracassaria devido ao estado atrasado do desenvolvimento económico, a menos que uma revolução mundial começasse.  Stalin respondeu ao panfleto de Trotsky com seu artigo, " Outubro e a teoria da revolução permanente do camarada Trotsky ". Nele, Stalin afirmou que não acreditava que ocorreria um conflito inevitável entre a classe trabalhadora e os camponeses, acrescentando ainda que "o socialismo num só país é completamente possível e provável".  Stálin manteve a visão comum entre a maioria dos bolcheviques da época; havia possibilidade de sucesso real para o socialismo na União Soviética, apesar do atraso do país e do isolamento internacional.  Embora Grigoriy Zinoviev, Lev Kamenev e Nikolai Bukharin, juntamente com Stalin, se opusessem à teoria da revolução permanente de Trotsky, eles divergiam sobre como o socialismo poderia ser construído.  De acordo com Bukharin, Zinoviev e Kamenev apoiaram a resolução da 14ª Conferência (realizada em 1925) que afirmava que “não podemos completar a construção do socialismo devido ao nosso atraso tecnológico”.  
Apesar da atitude um tanto cínica, Zinoviev e Kamenev acreditavam que uma forma defeituosa de socialismo poderia ser construída.  Na 14ª Conferência, Stálin reiterou a sua posição, afirmando que o socialismo num só país era viável apesar do bloqueio capitalista ao país.  Após a conferência, Stálin escreveu " Sobre os Resultados da XIV Conferência do Partido Comunista", no qual afirmou que o campesinato não se voltaria contra o sistema socialista porque acreditava que eles tinham interesse próprio em preservar.  As contradições que surgiriam com o campesinato durante a transição socialista, supôs Stalin, poderiam "ser superadas pelos nossos próprios esforços".  Ele concluiu que a única ameaça viável ao socialismo na União Soviética era uma intervenção militar. 
No final de 1925, Stalin recebeu uma carta de um funcionário do partido que afirmava que a sua posição de "Socialismo num só país" estava em contradição com os escritos do próprio Friedrich Engels sobre o assunto.  Stalin rebateu, afirmando que os escritos de Engels 'refletiam' "a era do capitalismo pré-monopolista, a era pré-imperialista, quando ainda não existiam as condições para um desenvolvimento abrupto e desigual dos países capitalistas".  A partir de 1925, Bukharin começou a escrever extensivamente sobre o assunto e, em 1926, Stalin escreveu Sobre as Questões do Leninismo, que continha seus escritos mais conhecidos sobre o assunto.  Trotsky, com a publicação de Leninismo , começou a contrariar os argumentos de Bukharin e Stálin, alegando que o socialismo num só país era possível, mas apenas a curto prazo, e afirmou que sem uma revolução mundial seria impossível salvaguardar a União Soviética. União da “restauração das relações burguesas ”. 
Zinoviev, por outro lado, discordou de Trotsky, Bukharin e Stalin, mantendo-se firme na posição de Lenin de 1917 a 1922, e continuou a afirmar que apenas uma forma defeituosa de socialismo poderia ser construída na União Soviética sem um revolução mundial.  Bukharin, a esta altura, começou a defender a criação de um modelo económico autárquico , enquanto Trotsky, em contraste, afirmava que a União Soviética tinha de participar na divisão internacional do trabalho para se desenvolver.  Ao contrário de Trotsky e Bukharin, Stálin não acreditava que uma revolução mundial fosse possível, alegando em 1938 que uma revolução mundial era de facto impossível e alegando que Engels estava errado sobre o assunto.  
No 18º Congresso, Stálin levou a teoria à sua conclusão inevitável, alegando que o modo de produção comunista poderia ser concebido num só país.  Ele racionalizou isto afirmando que o Estado poderia existir numa sociedade comunista, desde que a União Soviética estivesse cercada pelo capitalismo.  No entanto, surpreendentemente, com o estabelecimento de estados satélites na Europa Oriental , Stalin afirmou que o socialismo num país só era possível num país grande como a União Soviética, e que os outros estados, para sobreviver, tinham de seguir o exemplo. a linha soviética. 